# Pocket
Pocket, originalment coneguda com a Read It Later, és una aplicació i servei per a la gestió d'una llista de lectura d'articles d'Internet. Està disponible per OS X, Windows, iOS, Android, Windows Phone, BlackBerry, Kobo eReaders i navegadors web.

## Funcions
L'aplicació permet a l'usuari guardar una pàgina web o article per llegir més tard. Quan l'usuari marca un article, aquest s'envia a la llista de l'usuari, que està sincronitzada en tots els seus dispositius i permet la lectura fora de línia. Els articles es poden ordenar en etiquetes i l'aplicació permet ajustar els paràmetres de text per facilitar la lectura.

## Història
Pocket es va iniciar primer a l'agost de 2007 com Read It Later per Nathan "Nate" Weiner. Quan el producte va ser utilitzat per milions de persones, es va traslladar la seva oficina a Silicon Valley. Quatre persones i després es van unir a l'equip més tard vaig llegir. La intenció de Weiner era tenir l'aplicació sigui com un TiVo per al contingut web i donant als usuaris l'accés a aquest contingut en qualsevol dispositiu.
Read It Later obtingut inversions de capital de risc de 2,5 milions de dòlars EUA en 2011 i 5 milions el 2012. A més d'alguns àngels inversors sense nom, els fons provenien de la Foundation Capital, Baseline Ventures, Google Ventures, i Founder Collective.
Inicialment hi havia disponibles una versió lliure i una versió de pagament de l'aplicació Read It Later, incloent-hi característiques addicionals. Després del canvi de marca de Pocket, es van posar a disposició totes les funcions de pagament en una aplicació gratuïta i lliure de publicitat. Al maig de 2014, un servei de subscripció de pagament denominat butxaca premium es va introduir, afegint l'emmagatzematge al servidor d'articles i més potents eines de cerca.

## Base d'usuaris
L'aplicació té 12 milions d'usuaris i 1000 milions de desades (tant com de maig de 2014). Algunes aplicacions, com Twitter, Flipboard i Google Currents utilitzen l'API de Pocket. La revista Time va incloure l'aplicació entre les 50 millors aplicacions per Android de 2013.

## Recepció
Kent German de CNET va dir que Read It Later és tan increïblement útil per guardar tots els articles i notícies que trobo, mentre viatja o esperant a la cua. Erez Zukerman de PC World va dir que el suport a la promotora és raó suficient per comprar "aplicació pràctica". Bill Barol, de Forbes, va dir que tot i Read It Later funciona menys bé que Instapaper, ha dit que fa que la meva estimada Instapaper veure i sentir una mica avorrit.